# Boninella kamezawai
Boninella kamezawai is een keversoort uit de familie van de boktorren (Cerambycidae). De wetenschappelijke naam van de soort werd voor het eerst geldig gepubliceerd in 2009 door Hasegawa & N. Ohbayashi.